# Rosetta@home
Rosetta@home je projekt založený na distribuovaných výpočtech zabývající se výzkumem struktury proteinů na platformě Berkeley Open Infrastructure for Network Computing (BOINC) vytvořený laboratoří vedenou biochemikem Davidem Bakerem na Washingtonské univerzitě. Rosetta@home si dává za cíl předvídat makromolekulární spojování proteinů a designování (návrh) nových za pomoci téměř miliónu dobrovolně připojených počítačů pracujících průměrně na 83 teraFLOPSech k datu 18. dubna 2014. Foldit, experimentální videohra vytvořená tvůrci Rosetta@Home, si klade za cíl dosažení tohoto cíle přiblížením se crowdsourcingu.